# Joachim Metallmann
Joachim Metallmann (ur. 24 czerwca 1889 w Krakowie, zm. 21 sierpnia 1942 w Buchenwaldzie) – polski filozof nauk przyrodniczych, metodolog, profesor Uniwersytetu Jagiellońskiego w Krakowie, interpretator filozofii Whiteheada.

## Życiorys
Joachim Metallmann urodził się w Krakowie jako syn Menassego i Reginy z domu Friedner. W 1907 zdał egzamin dojrzałości z odznaczeniem w  Gimnazjum św. Anny. W tym samym roku rozpoczął studia z zakresu filozofii i fizyki na Wydziale Filozoficznym Uniwersytetu Jagiellońskiego, które ukończył w marcu 1912. Egzamin doktorski odbył się w maju 1912, po czym kontynuował studia, aby uzyskać uprawnienia nauczycielskie. W 1916 zdał pierwszą część tych egzaminów (z matematyki i fizyki), jednak w zdawaniu drugiej części przeszkodziło mu powołanie do wojska. Od samego początku służby wojskowej rozpoczął starania o przedłużenie terminu zdawania części drugiej. Reklamacja, jaką wystosował do Komisji Egzaminacyjnej, została uznana i do tej części egzaminów Metallmann przystępuje w lutym 1918. Zdanie egzaminów ustnych zakończyło cały proces otrzymania stopnia nauczyciela w szkołach ogólnokształcących i realnych. W latach 1917–1920 pracował jako nauczyciel w gimnazjum w Mielcu. Następnie pracował w VII Gimnazjum Państwowym w Krakowie, oraz Gimnazjum Hebrajskim im. Chajma Hilfsteina, a w latach 1929–1930 w V Liceum im. Augusta Witkowskiego w Krakowie. Od roku 1931 podjął również pracę, jako wykładowca filozofii w Państwowym Pedagogium w Krakowie, gdzie uczył do rozpoczęcia II wojny światowej. W 1932 wyjechał na stypendium do Francji, po powrocie w 1933 zdał kolokwium habilitacyjne, uzyskując stopień docenta Uniwersytetu Jagiellońskiego. Od II semestru roku akademickiego 1933/34 Metallmann, jako docent, rozpoczął wykłady na Uniwersytecie Jagiellońskim oraz w Instytucie Pedagogicznym w Katowicach. Współpracował m.in. z Leonem Chwistkiem, Władysławem Natansonem i Zygmuntem Zawirskim.
Po wybuchu II wojny światowej, 6 listopada 1939 w ramach Sonderaktion Krakau został aresztowany i wywieziony początkowo do więzienia przy ul. Montelupich, następnie do Wrocławia, a 27 listopada 1939 do obozu w Sachsenhausen. Z powodu żydowskiego pochodzenia był praktycznie pozbawiony szans na zwolnienie. Wiosną 1940 przez jakiś czas Metallmann przebywał w Mauthausen, a potem w Dachau, ale ostatecznie został przewieziony do Buchenwaldu, gdzie 21 sierpnia 1942 został zamordowany. Fakt ten odnotowano na jego karcie obozowej nr 7927. Niedługo potem  została zamordowana również jego żona.

## Dorobek naukowy
Jako filozof Metallmann w latach 30. podjął próbę stworzenia filozoficznej syntezy nauk przyrodniczych. W 1934 opublikował pierwszy tom obszernej pracy Determinizm nauk przyrodniczych, poświęcony zagadnieniu determinizmu w fizyce. Następny, niedokończony tom dotyczył determinizmu w biologii.
W 1938 roku na łamach „Przeglądu Filozoficznego” w artykule Determinizm i pojęcie emergencji w biologii Metallmann przedstawił interesującą, mało wówczas znaną koncepcję emergencji. Była to propozycja prekursorska na gruncie polskim i warta uwagi również z racji obecnego zainteresowania tymi zagadnieniami.
Źródeł zainteresowania filozofa pojęciem emergencji można szukać w jego oryginalnej filozofii nauki. Metallmann w sposób holistyczny i strukturalny podchodził do badania rzeczywistości, dostrzegając ograniczenia logiki. Przeciwstawiał się tendencjom unifikacyjnym – podporządkowywaniu nauki jednemu paradygmatowi oraz redukcjonistycznym – redukowaniu układów złożonych, gdy nie mieszczą się w ogólnej kategorii. Obecnie uznaje się go za inicjatora myślenia strukturalistycznego w Polsce.

### Pojęcie emergencji w ujęciu Joachima Metallmanna
W świecie ożywionym istnieją różnorodne i w różnym stopniu złożone systemy, które charakteryzują się określonymi, właściwymi im cechami. Szczególną cechą systemów jest emergencja, polegająca na tym, że własności systemów jako całości nie można wyprowadzić z własności poszczególnych ich części (nie są one addytywne). Dodatkowo, cechy systemów mogą pojawiać się po raz pierwszy dopiero na wysokim poziomie i nie są rozkładalne na cechy z poziomu niższego. To samo dotyczy stosunków występujących między tymi cechami. Emergencja związana jest więc ściśle z tak objawiającą się ideą „nowości” – tworzenia nowych zjawisk, nieredukowalnych w prosty sposób do elementów składowych. Rozwijający się system od pewnego momentu zaczyna dysponować nowymi cechami, które pomagają mu przetrwać w otoczeniu, które również podlega zmianom. To właśnie zmiany otoczenia wymuszają zmiany w systemie. Nowe jakości systemu to wyraz reakcji adaptacyjnych na zmiany otoczenia. Pomimo „nowości” i częściowej „nieprzewidywalności” układ emergencyjny zachowuje swoistość, utrzymuje ciągłość zachodzących w nim procesów. Nieprzewidywalność cechuje w różnym stopniu wszystkie systemy, a zdaniem Metallmanna, odnosi się ona także do samej nauki.
Według niego, w świecie ożywionym możliwe jest pogodzenie praw już obowiązujących ze stopniowym wyłanianiem się praw nowych („prawa wynurzające się”), co nie narusza determinizmu jako takiego. Filozof opowiada się także za pogodzeniem twórczości z determinizmem. Nowe, w sensie emergencyjnym, jest to, co obejmuje swym wpływem całą strukturę zjawiska, organizmu, nie tylko jego część. Twórczość jest więc wchodzeniem w życie nowych ogólnych praw, a nie jednostkowych anomalii. Według Metallmanna podstawową jednostką emergencji są właśnie prawa, a nie własności, jak uważają inni autorzy. Determinizm, jaki zakłada Metallmann, nie jest determinizmem raz na zawsze ustalonym, jego charakterystyka ulega zmianie wraz z postępem nauki (jest on procesualny).
Emergencja ogranicza możliwości badawcze, szczególnie w odniesieniu do organizmów żywych – ich badania są ograniczone do pewnego, trudnego do określenia, odcinka czasu, którego cezurę wyznacza wejście w życie nowych praw, implikujących konieczność zmiany lub choćby korektę okrzepłego już paradygmatu badawczego. Ponadto zarówno organizm, jak i badająca go nauka, są poddane takiemu samemu procesowi ciągłej zmiany. Metallmann nie opowiada się jednak za anarchizmem metodologicznym, natomiast zwraca uwagę na potrzebę dostosowywania nauki do realnie zmieniających się warunków, przeciwstawia się wszelkim formom spekulacji oderwanej od aktualnego stanu wiedzy. Nauka – według Metallmanna – nie jest nigdy „gotowa”, jest zawsze procesem, choć nie znaczy to wcale, że jakiś jej etap jest „lepszy” lub „gorszy” – jest po prostu inny, gdyż wyznaczony odmiennymi warunkami rozwoju. Proces badawczy nie polega na odkrywaniu zastanego, ustalonego porządku, zmienia się wszystko, zarówno przedmiot badań, jak i – co nie mniej ważne – sam badający podmiot; naukowiec i świat stanowią zmienny i zależny od siebie układ.
Emergencja, która pojawiła się w filozofii i naukach biologicznych w latach 20.,straciła nieco na znaczeniu w latach 50. i 60. Obecnie znów jest przypominana i z powodzeniem wykorzystywana w wielu dziedzinach, takich jak: teoria złożoności, teoria systemów, teoria informacji czy mechanika kwantowa. W filozofii biologii hipoteza emergencji stanowi ważną alternatywę dla podejść zarówno redukcjonistycznych, jak i holistycznych i mimo różnorodnych związanych z nią trudności, jest z powodzeniem rozwijana.